# Evropská asociace zoologických zahrad a akvárií
Evropská asociace zoologických zahrad a akvárií (EAZA, z anglického European Association of Zoos and Aquaria) je mezinárodní organizace sdružující především evropské zoologické zahrady a akvária. Byla založena roku 1992.

## Popis
Organizace pomáhá členským organizacím sdílením informací a poznatků, zprostředkováváním výměny zvířat a organizováním vzdělávacích programů. Vizí organizace je „Být nejdynamičtější, nejinovativnější a nejefektivnější organizace zoologických zahrad a akvárií v Evropě a na Blízkém východě.“ Asociace je členem Světové asociace zoologických zahrad a akvárií (WAZA). EAZA je také poradním orgánem Evropské unie, Evropského parlamentu a Rady Evropy.

## Sídlo a členové
Organizace sídlí v Amsterdamu v Nizozemsku. Ke květnu 2018 měla EAZA tyto členy:
- 300 řádných členů (Full members)
- 11 dočasných členů (Temporary members)
- 21 kandidátů na členství (Candidates of membership)
- 40 firemních členů (Corporate members)
- 38 přidružených členů (Associated members)

Plné členství může být po splnění patřičných podmínek uděleno Zoologické zahradě nebo akváriu, které se nachází v Evropě nebo na Blízkém východě.
Dočasné členství může být uděleno zoologickým zahradám nebo akváriím, které zatím nesplňují kritéria členství a budou do dvou let znovu posouzeny, jestli se mohou stát členy. Speciální typ dočasného členství může být také udělen zoo nebo akváriu, které je ve výstavbě a po dokončení bude splňovat kritéria přijetí.
Kandidáti na členství jsou organizace, které o členství usilují a pracují na splnění kritérií pro přijetí.
Firemní členství je udělováno firmám, které dodávají zboží a poskytují služby do zoo a akvárií.
Přidružené členství může být uděleno organizacím nebo skupinám, může být také uděleno zoo nebo akváriu, které splňuje kritéria pro přijetí, ale nenachází se v Evropě nebo na Blízkém východě.
Čestné členství může být uděleno na základě rozhodnutí rady EAZA.
Členské organizace se vyskytují ve 47 převážně Evropských státech. Jmenovitě se jedná o tyto státy: Belgie, Bosna a Hercegovina, Bulharsko, Česko, Dánsko, Estonsko, Finsko, Francie, Chorvatsko, Irsko, Itálie, Litva, Lotyšsko, Lucembursko, Maďarsko, Makedonie, Německo, Nizozemsko, Norsko, Polsko, Portugalsko, Rakousko, Řecko, Rumunsko, Rusko, Slovensko, Slovinsko, Spojené království, Srbsko, Španělsko, Švédsko, Švýcarsko, Ukrajina; Arménie, Gruzie, Chile, Izrael, Kazachstán, Kuvajt, Nový Zéland, Singapur, Spojené arabské emiráty, Tchaj-wan, Turecko, Spojené státy americké; Francouzská Guyana a Martinik.

## Kampaně[4][5]
Asociace pravidelně vyhlašuje kampaně, které mají za cíl osvětu v určité oblasti.
- 2020–2021 Which fish – Kampaň je zaměřena na osvětu v oblasti udržitelného rybolovu.
- 2017–2019 Ztichlý les (Silent forest)
- 2016–2017 Nechme je růst, nechme je žít aneb Dejme šanci přírodě kolem nás (Let it grow)
- 2014–2015 Od pólu k pólu
- 2011–2013 Kampaň pro Jihovýchodní Asii
- 2010–2011 Kampaň na ochranu lidoopů (Ape Campaign)
- 2009–2010 Biodiverzita
- 2008–2009 Chceme žít společně? – kampaň na záchranu šelem (Carnivore)
- 2007–2008 Žáby bijí na poplach (Amphibian ark)
- 2006–2007 Madagaskar (Arovako i Madagaskara)
- 2005–2006 Zachraňme nosorožce (Save rhinos)
- 2004–2005 Želvy v ohrožení (ShellShock Turtle and toroise Campaign)
- 2002–2004 Tygr ussurijský (Tiger Campaign)
- 2001–2002 Ochrana Amazonského pralesa (Raiforest Campaign)
- 2000–2001 Bushmeat

## Vědecké orgány EAZA
Mezi vědecké orgány pracující pod záštitou EAZA patří Skupiny poradců (Taxon Advisory Groups – TAG), Evropské záchovné programy a Evropské plemenné knihy.

### Evropské záchovné programy (European Endangered Species Programmes – EEP)
Komise těchto programů řídí chov daného druhu v členských zoologických zahradách. V současné době (2020) je jejich činnost zaštiťována organizací EAZA. Evropské záchovné programy ale vznikly dříve, než tato organizace a to v roce 1985.

### Evropské plemenné knihy (European StudBooks – ESB)
Jsou vydávány pro některé ohrožené druhy živočichů. V těchto odborných publikacích jsou shromažďována data o počtech jedinců daného druhu v Evropských zoologických zahradách. Tyto informace pak slouží k lepší koordinaci jejich chovu. 

## Seznamy členských organizací[7]

### členské organizace EAZA v Česku
V České republice se nachází jedna členská organizace (Unie Českých a Slovenských zoologických zahrad – UCSZOO) a 14 členských zoologických zahrad (13 řádných členů a 1 dočasný člen). Jmenovitě to jsou (v závorkách uvedeny roky přijetí):
- Zoo Praha (1992, zakládající člen)
- Zoo Jihlava (1994)
- ZOO Dvůr Králové (1994)
- Zoo Liberec (1994)
- Zoo Olomouc (1995)
- Zoopark Chomutov (1996)
- Zoo Ostrava (1996)
- Zoo Brno (1997)
- Zoo Děčín (1997)
- Zoo Hluboká (1997)
- Zoo Plzeň (1997)
- Zoo Zlín (1997)
- Zoo Hodonín (2014)
- Zoo Ústí nad Labem („pouze“ dočasný člen – Temporary member; 2019)

### členské organizace EAZA na Slovensku
Na Slovensku jsou tři členské zoologické zahrady Zoo Bojnice, Zoo Bratislava a Zoo Košice.

## Zajímavosti
Každý rok navštíví členské instituce EAZA více než 140 milionů lidí.
Čtyřikrát ročně vydává EAZA časopis Zooquaria.